# Claes Carlsten (läkare)
Claes Gustaf Carlsten, född 24 juli 1948 i Lunds domkyrkoförsamling i Malmöhus län, död 10 november 2000 i Oscar Fredriks församling i Västra Götalands län, var en svensk barn- och ungdomsläkare verksam i Göteborg. Han intresserade sig för barn och ungdomars livsstil och hälsa och har författat skrifter inom detta område.

## Biografi
Efter avslutad specialistutbildning 1982 tillträdde Carlsten en tjänst som distriktsbarnläkare i Hammarkullen, Angered, vilket innefattade att vara skol- och BVC-läkare i området. Han engagerade sig också i olika nätverk och samarbetsgrupper som bildades i den unga, alltmer multietniska stadsdelen. Han blev känd som "Doktor Claes" och åtnjöt stort förtroende i lokalsamhället till exempel som domare i Hammarkullekarnevalen.
Hans intresse för ungdomars hälsa ledde till att han tog initiativ till att skapa ungdomsmedicinska mottagningar, något som från och med 1997 blev en samlad enhet inom primärvården under Carlstens ledning. Han engagerade sig i Barnläkarföreningens ungdomsmedicinska arbetsgrupp, bland annat i ett projekt om ungdomars hälsa och livsstil. Han var också en av fyra grundare av gruppen Quadriceps, som bland annat driver projekt i syfte att nå och stödja ungdomar med riskbeteende.
Han gjorde betydelsefulla biståndsinsatser efter diskoteksbranden i Backa 1998, vilket uppmärksammades av Minnesfonden för Backabranden som 1999 tilldelade Carlsten och 10 andra personer ett stipendium till vad fonden kallade "vardagshjältar".
Vid Carlstens bortgång 2000 bildades "Claes Carlstens minnesfond" som ska dela ut stipendier som "skall ges till en person eller ett projekt som främjar arbete i Claes Carlstens anda med inriktning på barn och ungdomars hälsa". Han är begravd på Billdals kyrkogård i Göteborg.